# كارلتون فوربس
كارلتون فوربس (9 أغسطس 1936 في جامايكا - 28 مايو 2009 في جامايكا) (بالإنجليزية: Carlton Forbes)‏ هو لاعب كريكت بريطاني. لعب مع نادي مقاطعة نوتنغهامشير للكريكت ‏.